# Un orfèvre dans son atelier, peut-être saint Éloi
Un orfèvre dans son atelier, peut-être saint Éloi est un tableau du peintre primitif flamand Petrus Christus, un des élèves de Jan van Eyck. Huile sur panneau, datée de 1449, il mesure 100,1 cm de haut et 85,8 cm de large. Il est conservé au Metropolitan Museum of Art, New York (États-Unis). Il s'agit de l'une des œuvres les plus remarquables de l'époque pré-Renaissance dans le nord de Europe.
Commandé par la guilde des orfèvres de Bruges, le tableau est une publicité pour leurs services. Acquis par le Metropolitan Museum of Art en 1817, l'hypothèse alors retenue est que le personnage principal représente saint Éloi, le saint patron des orfèvres, en raison notamment de l'auréole de sainteté avec laquelle il est représenté, mais à la fin du XXe siècle une expertise minutieuse permet de déterminer que l'auréole a été ajoutée postérieurement. Aujourd'hui, l'hypothèse communément admise est qu'il s'agit du portrait d'un orfèvre ayant vécu à Bruges au XVe siècle, peut-être Willem van Vlueten, qui avait acquis la citoyenneté de Bruges en 1433 et était devenu un bijoutier majeur à la cour du duc Philippe le Bon.

## Description
Ce tableau représente un orfèvre ainsi que deux clients bourgeois dans sa boutique. Le réalisme des expressions faciales des personnages fait penser à un double portrait. L'orfèvre représente peut-être saint Éloi - le saint patron des orfèvres - et le tableau aurait été commandé par la guilde des orfèvres de Bruges pour sa chapelle. Il comporte l'inscription « M PETR·XPI·ME··FECIT·Aº·1449 », forme abrégée de « magister Petrus Christi me fecit anno 1449 » (Maître Petrus Christi m'a fait en l'an 1449), inscription précédée d'une forme ovale sur le « M » et terminée par un cœur surmonté d'une croix, semblable aux représentations du Sacré Cœur de Jésus.

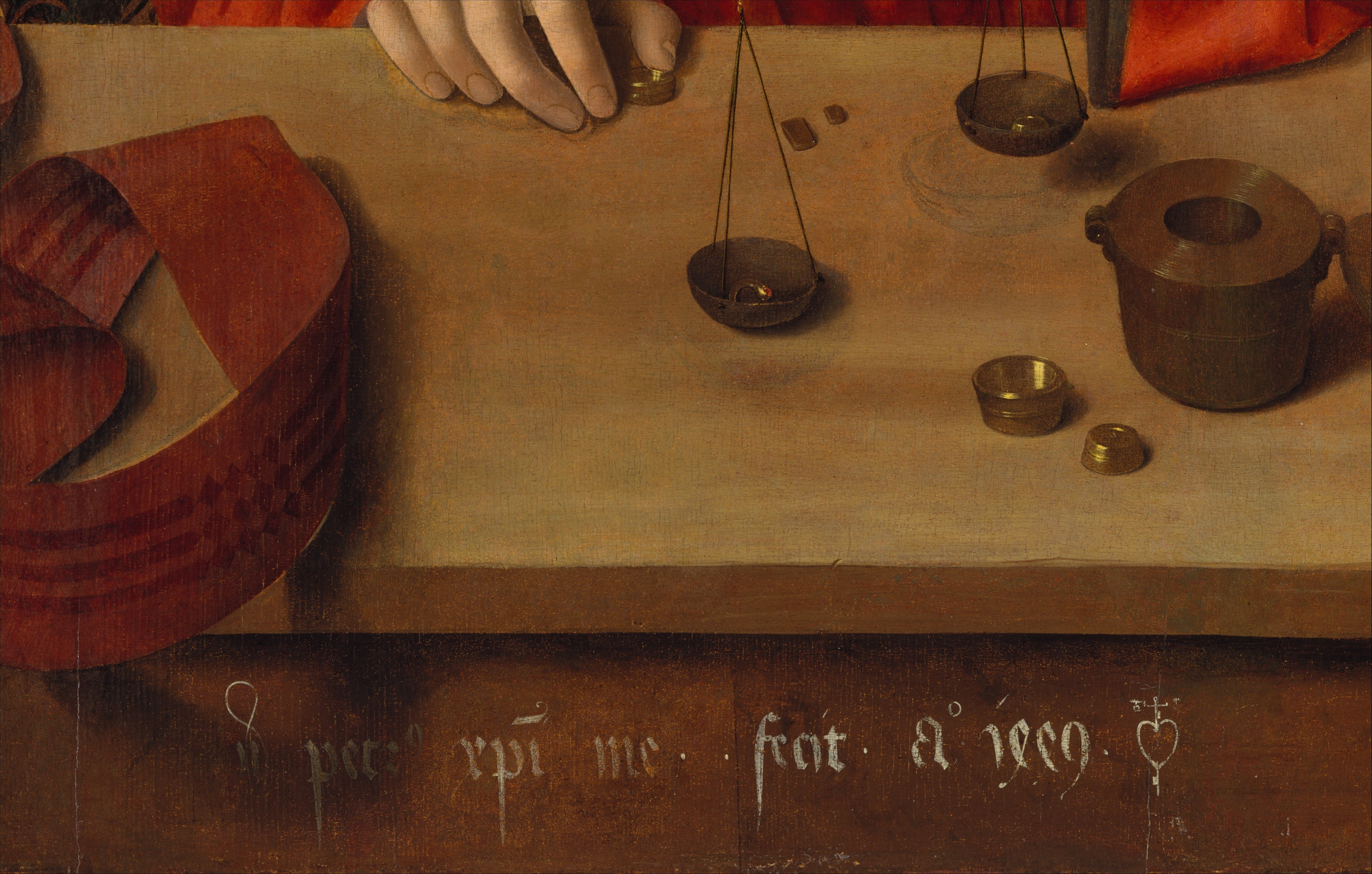
Détail des mains et de la balance.

L'orfèvre est vêtu d'un large habit rouge et d'un bonnet en tissu de la même couleur. Dans sa main gauche, il tient une balance à fléau avec laquelle il est en train de peser un anneau pour la noce. Dans sa main droite, il tient un poids en métal doré (laiton ?). La boutique est remplie d'objets représentés avec un grand réalisme, et chargés de symbolisme, comme dans les œuvres de van Eyck.
Derrière l'orfèvre, se tient un couple de bourgeois. Le riche couple est vêtu élégamment. Avec tendresse, le jeune homme passe le bras autour des épaules de sa fiancée. Il pose sa main gauche sur le manche d'un objet qui pourrait être une épée. Le jeune homme porte un habit de velours bleu foncé, doublé de fourrure brune et avec un col en satin rouge feu. Autour du cou, il porte un collier en or qui pourrait s'apparenter au collier de l'Ordre de la Toison d'or, bien qu'il ne soit pas possible de l'affirmer de manière formelle. Sur sa tête, il porte un turban noir, sur lequel est épinglée une broche sertie de quatre perles et d'une pierre précieuse. Il regarde en direction de la balance, les gestes effectués par l'orfèvre.
À sa droite, se trouve sa fiancée. Comme lui, ses vêtements indiquent son appartenance à la bourgeoisie. Elle porte une élégante robe en velours vert brodée d'or, le tout doublé de tissu rouge. À sa taille, une large ceinture de couleur foncée. Sa guimpe, ornée de perles et de fine dentelle, est attachée sur sa tête de manière à former des cornes sur les côtés. Il s'agit là d'une coiffe traditionnelle très répandue en Flandre au XVe siècle. On retrouve des coiffes similaires dans Portrait de Margareta van Eyck de Jan van Eyck.
Au premier plan, sur la gauche du plan de travail, une ceinture telle que celles utilisées alors dans les cérémonies de mariage, est peinte en trompe-l'œil, et semble sortir hors du cadre. Au centre, plusieurs poids de masses différentes ; ainsi que plusieurs piles de pièces d'or. À l'extrême droite, un miroir convexe, un élément de décoration que l'on retrouve dans d'autres œuvres de cette époque telle que le portrait des Époux Arnolfini (1434) de Van Eyck ou Le Prêteur et sa femme (1514) de Quentin Metsys. Il permet de voir ce qui se passe à l'extérieur de l'atelier : on y voit deux nobles oisifs, l'un portant un oiseau de proie. Leur oisiveté contraste nettement avec le labeur de l'orfèvre dans une échoppe bien rangée, et est peut-être une allusion à la paresse, l'un des sept péchés capitaux. Derrière eux se trouve la place du marché de Bruges ainsi que quelques maisons.

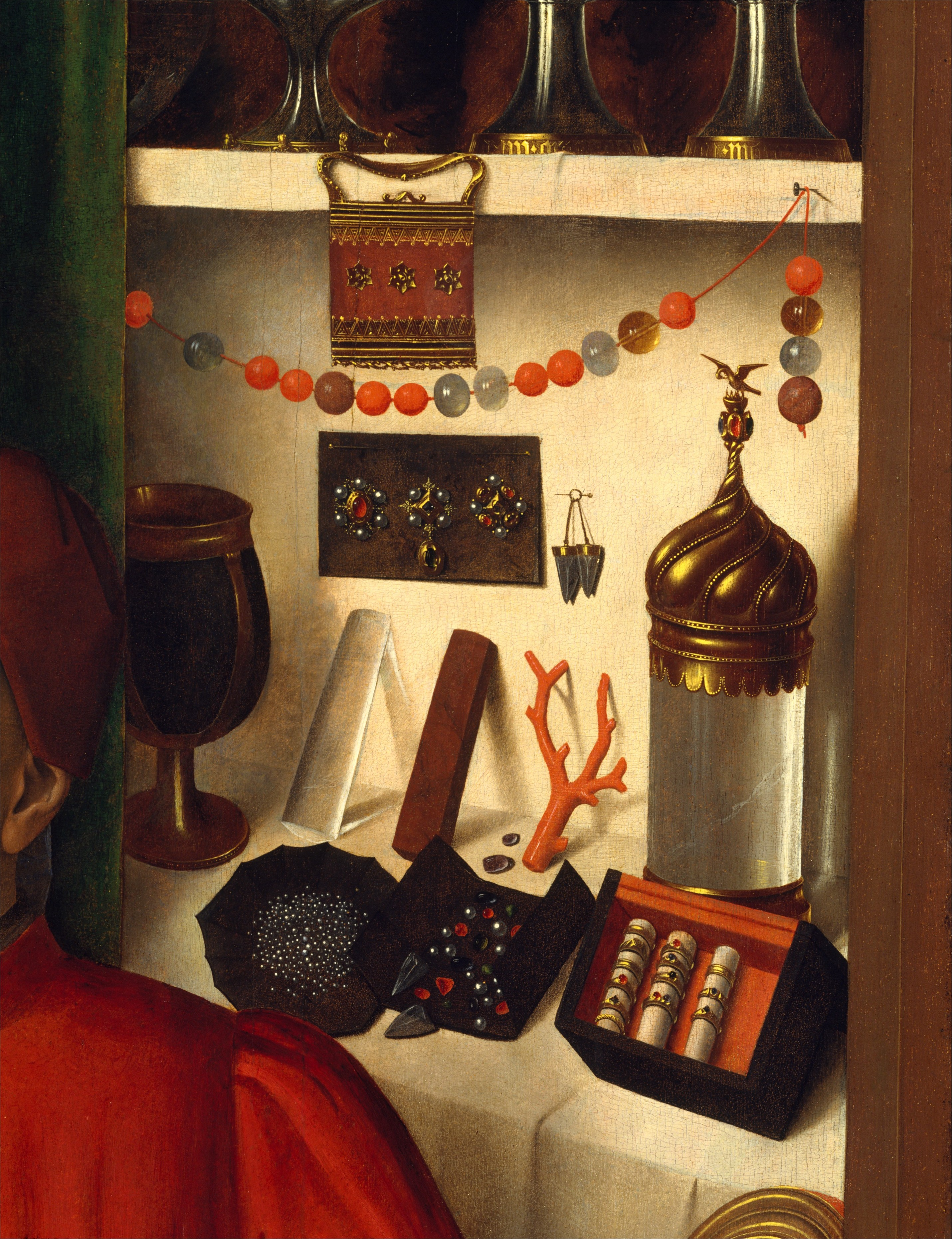
Détail de l’étagère.

Derrière l'orfèvre, deux étagères sont à moitié dissimulées par un épais rideau en velours vert. Sur ces étagères, plusieurs éléments sont représentés. Une grande coupe évasée, un ciboire et deux aiguières en argent ou en étain figurent sur l'étagère supérieure. L'étagère inférieure comporte un grand nombre d'objets (de gauche à droite) : un calice, deux sacs - l'un empli de perles, l'autre de pierres semi-précieuses -, une branche de corail, une boîte remplie de bagues, ainsi qu'un objet en cristal transparent. L'objet en cristal transparent est probablement destiné à conserver les hosties ; il est surmonté par la figure d'un pélican, symbole du sacrifice du Christ, qui s'arrache sa propre chair pour nourrir ses petits. L'artiste représente les différents matériaux avec soin, comme le verre, le corail ou encore le métal des vases.
Sur le mur sont accrochées deux dents de requin, un collier composé de perles multicolores, une broche et une paire de boucles d'oreilles richement serties.

## Analyse

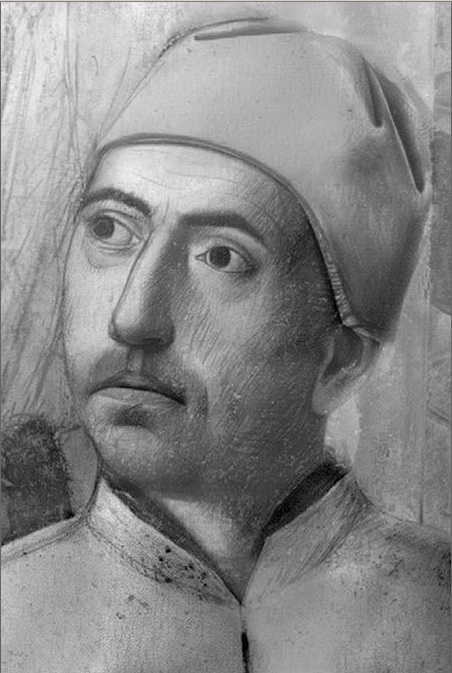
Dessin sous-jacent montrant le travail de préparation minutieux réalisée par l'artiste

Le tableau remplit l'office d'une publicité pour la guilde des orfèvres de Bruges, et pourrait avoir été accroché sur la devanture de la maison de guilde. On a pensé, jusqu'au XIXe siècle que le personnage principal était peut-être une représentation de saint Éloi, saint patron des orfèvres, plus récemment, il a été avancé qu'il s'agissait en réalité probablement du portrait d'un orfèvre du XVe siècle à Bruges.
L'analyse technique du dessin sous-jacent du visage de l'orfèvre révèle une grande précision, davantage que les visages des fiancés, ce qui accréditerait la thèse que l'objectif principal de ce tableau était un portrait, peut-être de Willem van Vlueten. Les traits du jeune couple ont des caractéristiques trop générales pour désigner des êtres en particulier. Cependant, en 1449, date à laquelle ce tableau a été réalisé, le duc de Bourgogne a commandé à van Vlueten un cadeau pour Marie de Gueldre pour son mariage avec Jacques II d'Écosse. La paire de boîtes pourrait être une allégorie du mariage.
Le tableau compte un certain nombre d'allusions à la symbolique du mariage, tels que l'anneau, les gestes du couple et la ceinture de mariage, posée sur le comptoir. La balance est, elle aussi, chargée de symboles. Le saint orfèvre qui évalue la pureté des métaux estime aussi celle des âmes.
Le miroir convexe d'inspiration eyckienne est similaire à celui représenté dans Les Époux Arnolfini (1434), mais il est ici un symbole de la vanité ou un talisman de protection. Un tel objet sera représenté plus tard par Quentin Metsys dans Le Prêteur et sa femme (1514). Le miroir réfléchit une image du marché situé à l'extérieur du magasin, il permet de faire un lien avec le spectateur qui se trouve devant le tableau. Dans le miroir, on aperçoit le reflet d'un homme et d'une femme habillés élégamment, la femme tenant un faucon, un symbole de fierté et de la cupidité. L'oiseau permet d'établir une comparaison entre la morale imparfaite du spectateur et le monde de la vertu et du travail représenté par l'orfèvre. Le miroir a également une fonction qui semble être liée à la sécurité, il permet au bijoutier d'avoir une vision large de la boutique tout en s'occupant de sa clientèle. Certains historiens ont aussi cru voir reflété dans le miroir un autoportrait du peintre, dans le personnage qui tient le faucon et qui a la tête de trois quarts, comme l'étaient les portraits de l'époque.

### Auréole et restauration de 1994

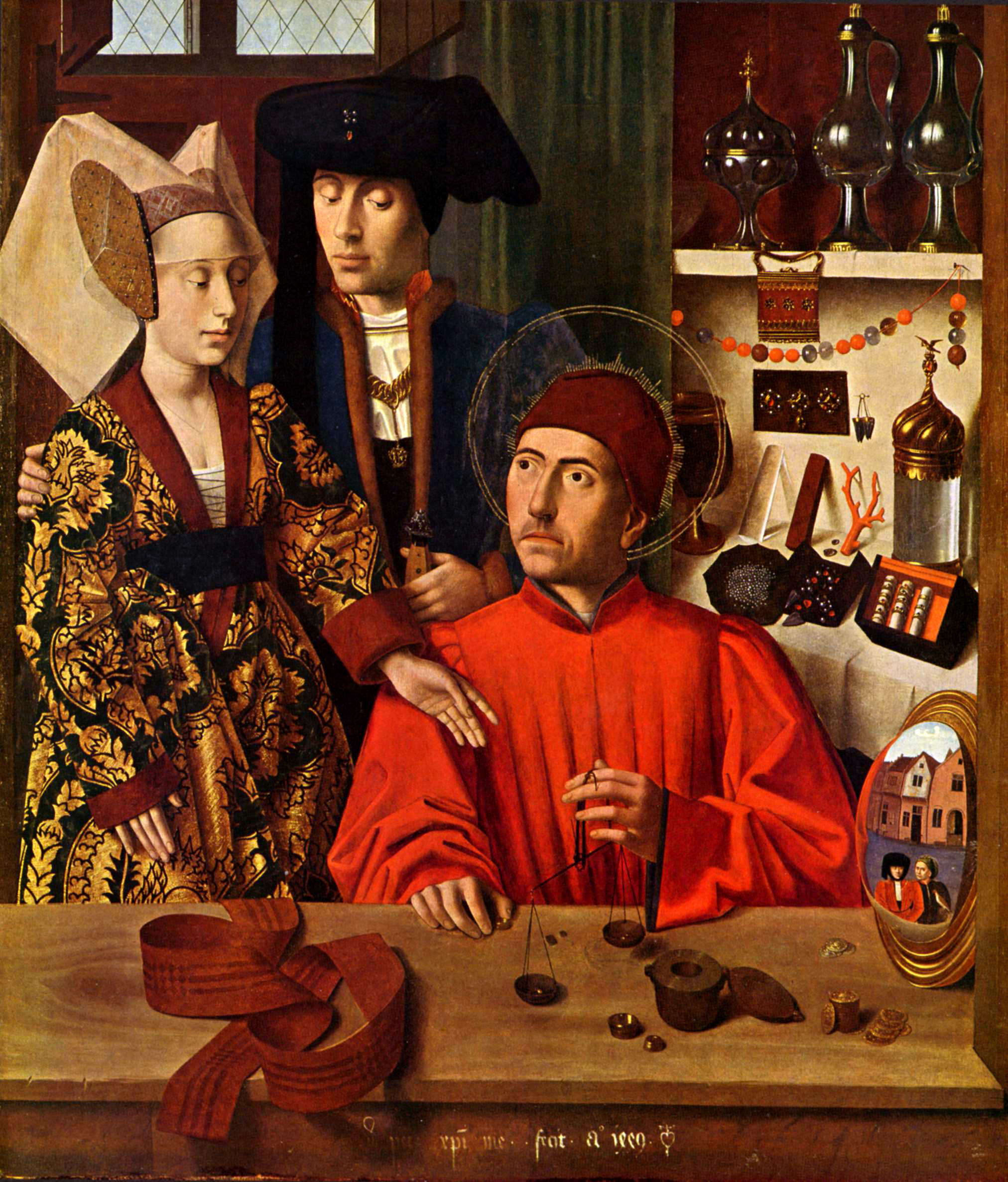
L’œuvre avant la suppression de l'auréole

Cette œuvre, tout comme le Portrait d'un Chartreux, comportait une auréole - symbole de la sainteté - sur la tête de l'orfèvre lorsqu'elle a été acquise par le Metropolitan Museum of Art. Cependant, ces symboles sont extrêmement rares dans la peinture primitive flamande et ont été longtemps un sujet de controverse. En effet, l'historien de l'art Max Jakob Friedländer en 1916, puis William Martin Conway en 1921, se sont interrogés à propos de ce symbole.
En 1994, au cours de la préparation de l'exposition Petrus Christus : Maître de la Renaissance de Bruges, l'authenticité de l'auréole est examinée par un groupe d'experts hollandais qui a conclu que l'auréole avait été ajoutée postérieurement et recommande de la supprimer pour se rapprocher esthétiquement de l’œuvre d'origine. Petrus Christus était l'un des peintres primitifs flamands à jouer avec la représentation de l'espace et la lumière. L'ajout de l'auréole, contraint le spectateur à concentrer son regard sur le premier plan et bouleverse l'espace d'une manière qui ne correspond pas au style de Petrus Christus.
La suppression de l'auréole a conduit à un débat sur l'identité du personnage central qui avait été historiquement associée à saint Éloi, le saint patron des orfèvres, et qui a donné son nom à l'œuvre - Saint Éloi dans son atelier - jusqu'en 1998.
Cette année-là, Martha Wolff et Hugo van der Velden, confirme, chacun indépendamment, que le traitement de la figure ne correspondait pas à l'une des représentations du saint. Ils situent l'apparition de ce nom en 1817, date à laquelle une documentation sur le tableau parle d'« un orfèvre, ou plutôt du patron des orfèvres, saint Éloi. » Peut-être que l'ajout de l'auréole date de cette époque, en même temps que le remplacement de son cadre d'origine par un cadre doré. Van der Velden a même identifié le personnage central comme étant Willem van Vlueten, citoyen de Bruges depuis 1433, qui était un orfèvre célèbre à la cour du duc Philippe le Bon.

## Sources et bibliographie
- (ca) Cet article est partiellement ou en totalité issu de l’article de Wikipédia en catalan intitulé « Sant Eloi al seu taller » (voir la liste des auteurs).

en anglais
- (en) Maryan Wynn Ainsworth, Petrus Christus in Renaissance Bruges : an interdisciplinary approach, Brepols Publishers, 1995 (ISBN 978-2-503-50444-5, lire en ligne)
- (en) Joel Morgan Upton, Petrus Christus : his place in Fifteenth-Century Flemish painting, Penn State Press, 1990, 130 p. (ISBN 978-0-271-00672-7, lire en ligne)
- Maryan Wynn Ainsworth, « Intentional Alterations of Early Netherlandish Painting », 20 avril 2009 (consulté le 31 mai 2011)
- Guy Bauman, « Early Flemish Portraits 1425–1525 », The Bulletin, Metropolitan Museum of Art, vol. 43, no 4,‎ printemps 1986 (lire en ligne)
- (en) Steven Connor, « The Painter and the Fly » (consulté le 31 mai 2011)
- (en) Jean-Claude Frère, Early Flemish painting, Paris, Terrail, 15 octobre 2007, 255 p. (ISBN 978-2-87939-339-1, lire en ligne)
- (en) Deception and Illusion : Five Centuries of Trompe L'Oeil Painting, National Gallery of Art, Washington, DC, 13 octobre 2002 (lire en ligne)

en espagnol
- (es) Lourdes Cirlot (dir.), Christus, « Un orfebre en su taller, posiblemente san Eligio », pp. 102-103 de Metropolitan
- (es) MoMA, Col. « Museos del Mundo », tome 5, Espasa, 2007.  (ISBN 978-84-674-3808-6)
- (es) Josep Pijoan, Historia del Arte-3, Barcelone, Salvat Editores, 1966
- (en) Erwin Panofsky, Los primitivos flamencos, Ediciones Cátedra, 1998, 593 p. (ISBN 978-84-376-1617-9, lire en ligne)
- (es) Rose-Marie Hagen et Rainer Hagen, Los secretos de las obras de arte, t. 1, Cologne, Taschen, 2003, 496 p. (ISBN 3-8228-2101-2)
- (es) José Milicua, Historia Universal del Arte : La pintura flamenca, Barcelone, Editorial Planeta, 1988 (ISBN 84-320-8905-2)
- (es) Patrick de Rynck (trad. Jordi Beltrán), Cómo leer la pintura : entender y disfrutar los grandes maestros, de Duccio a Goya, Electa, 2005, 383 p. (ISBN 978-84-8156-388-7, lire en ligne)
- (es) Patrick de Rynck, Petrus Christus, « Un orfebre en su taller, posiblemente san Eligio », pp. 52-53 de Cómo leer la pintura, 2005, Grupo Editorial Random House Mondadori, S.L.,  (ISBN 84-8156-388-9)